# Генадий Скопски
Генадий (на гръцки: Γεννάδιος, Генадиос) е гръцки духовник, скопски митрополит на Цариградската патриаршия.

## Биография
Генадий е избран да оглави скопската катедра през януари 1831 година, въпреки исканията на жителите на епархията митрополит да стане иконом поп Димитър „чист от старите българи българин“. Преди да стане скопски митрополит Генадий е протосингел на митрополит Захарий II Халкидонски. Дотогава Генадий е напълно непознат в Скопската епархия, но е представен пред епархиотите като достоен, благочестив и разумен човек. Генадий обаче не се задържа на скопската катедра, защото се съюзява с новия игумен на Кучевищкия манастир „Свети Архангели Михаил и Гавриил“ Спиридон, за да отнемат управлението на манастира от селските епотропи и да го прехвърлят в ръцете на владиката. Жителите обаче твърдо се противопоставят на тези опити, а митрополитът на свой ред отлъчва от църквата трима селски първенци – Милчо Коровчев, Стефан Усов и Стоян Бойкикев. Българското население обаче не се отказва от постъпките си за изгонване на Генадий и през юли на следващата 1832 година Генадий подава оставка и е отстранен от Скопската епархия.